# Álvaro de Mendaña
Álvaro de Mendaña y Neira (født 1. oktober 1542 i Congosto i León, død 18. oktober 1595 på Santa Cruz-øerne på Salomonøerne) var en spansk opdagelsesrejsende. Han er mest kendt for sine to rejser til Stillehavet i 1567–69 og 1595–96 på opdagelse efter Terra Australis. Han var nevø af Lope Garcia de Castro, som blandt andet var midlertidigt statsoverhoved i Peru.